# Adolf von Planta

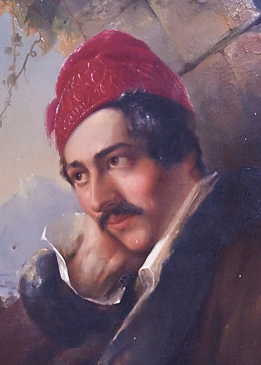
Adolph von Planta

Adolf von Planta (* 13. Mai 1820 in Reichenau GR; † 25. Februar 1895 in Zürich) war ein Schweizer Chemiker.

## Leben
Adolf von Plantas Vater war Ulrich von Planta. Adolf heiratete 1851 Ursina, geborene Maria von Muralt. Ihr Sohn war Alfred von Planta.
Adolf von Planta ging in St. Gallen, Ftan, Thüringen und Zürich zur Schule. Er studierte in Berlin, Heidelberg und bei Justus von Liebig in Gießen. 1845 wurde er in Heidelberg promoviert mit einer Dissertation über Alkaloide. 1847/48 war er auf Bildungsreise im Orient, in England, Norwegen und Frankreich, wo er König Louis Philippe besuchte, der während der Französischen Revolution Lehrer auf Schloss Reichenau war.
Später studierte er landwirtschaftliche Chemie und Bienenkunde in Edinburgh, Utrecht und Stuttgart. Er hatte ein Privatlabor auf Schloss Reichenau, dem Stammsitz seiner Familie. Justus von Liebig schickte 1852/53 August Kekulé zu ihm als Assistent. Mit ihm analysierte er Alkaloide wie Nikotin. Ein weiteres Labor hatte er an der ETH Zürich. In seinem Labor analysierte er Wasser- und Bodenproben und unternahm Versuche zu Landwirtschaft (besonders Bienen) und Pflanzen. Er veröffentlichte unter anderem Publikationen über die Zusammensetzung von Bienenhonig und Gelée royale und über Mineralquellen in Graubünden.
Sein Labor auf Schloss Reichenau ist im Originalzustand erhalten. Von Planta war Ehrenmitglied der British Beekeepers Association.